# Jean-Bernard Marlin
Jean-Bernard Marlin és un guionista i director de cinema francès.
D'origen armeni, va créixer al 13è districte de Marsella. Interessat pel cinema des de jovenet, el 2004 es va graduar a l'Ecole Nationale Supérieure Louis Lumière. El 2007 va dirigit el seu primer curtmetratge, "La peau dure" (millor curtmetratge al Festival Internacional de Cinema de San Francisco), així com un documental, "Quelque chose de féroce.
El va seguir La Fugue, Ós d'Or al millor curtmetratge al 63è Festival Internacional de Cinema de Berlín i nominada als Césars 2014.
El 2017, el seu primer llargmetratge, Shéhérazade, va guanyar un premi pel seu guió com a part de l'ajuda de la Fundació Gan per al Cinema.
Per "Scheherazade", una història d'amor entre dos marginats, Jean-Bernard Marlin es va envoltar d'actors no professionals per al seu càsting. La pel·lícula, seleccionada per al 71è Festival Internacional de Cinema de Canes, va tenir un gran impacte en la seva estrena, i va rebre nombrosos premis, entre els quals el Premi Jean-Vigo, el Gran Premi del Festival d'Angoulême, després tres Césars el 2019, entre ells el de millor primera pel·lícula.

## Filmografia
- 2007 : La Peau dure (curtmetratge)
- 2012 : La Fugue (curtmetratge)
- 2017 : Trop de bruits qui courent (curtmetratge)
- 2018 : Shéhérazade
- 2023 : Salem

## Premis
- 63è Festival Internacional de Cinema de Berlín : Ós d'or al curtmetratge per La Fugue[3]
- 2014 : Priemi Télérama al Festival del Curtmetratge de Clermont-Ferrand per La fugue
- 2018 : Premi Jean-Vigo del llargmetratge per  Shéhérazade[4]
- 2018 : Millor pel·lícula, Valois Magelis i Valois per la música de cinema al Festival del Cinema Francòfon d'Angulema per Shéhérazade[5]
- César 2019 : César a la millor primera pel·lícula per Shéhérazade

### Nominacions
- César 2014 : Nominat al César al millor curtmetratge per La fugue
- 2018 : seleccionat per a la Setmana de la Crítica - 71è Festival Internacional de Cinema de Canes per Shéhérazade[6]